# 2,3,7,8-Tétrachlorodibenzo-p-dioxine
Pour les articles homonymes, voir TCDD et Seveso (homonymie).
La 2,3,7,8-tétrachlorodibenzo-p-dioxine ou TCDD, surnommée dioxine de Seveso (en référence à la catastrophe de Seveso), est une molécule de la famille des polychlorodibenzo-p-dioxines de formule chimique C12H4O2Cl4. Le TCDD pur est un solide incolore, sans odeur particulière à température ambiante. Il est habituellement formé en marge des réactions de combustion de composés organiques, ou de synthèse organique.
D'après le Centre international de recherche sur le cancer, c'est l'une des dioxines les plus toxiques pour l'homme, et la seule considérée comme cancérogène. Il est connu pour être un contaminant de l'agent orange, un herbicide utilisé pendant la Guerre du Viêt Nam.
La demi-vie du TCDD dans le corps humain est de cinq–dix ans, en raison d'une forte lipophilie et de l'absence de métabolisation. Cependant, la demi-vie est considérablement réduite lorsque la dose est très élevée. Il s'agit d'un polluant organique persistant (POP).

## Toxicité
Il y a plus de 210 composés apparentés à la dioxine mais le TCDD est considéré comme le plus toxique. Parmi tous ces composés, seuls 17 ont une toxicité semblable à celle du TCDD. Le nombre d'atomes de chlore sur les dioxines détermine la toxicité du composé. Plus ce nombre est élevé, plus la dioxine est toxique. Toutes les dioxines ont la même structure chimique de base soit un cycle avec deux atomes d'oxygène.

## Mécanisme d'action
Le TCDD et les composés apparentés à la dioxine agissent par le biais d'un récepteur spécifique présent dans toutes les cellules, le récepteur d'aryl hydrocarbone (AhR). Il s'agit d'un facteur de transcription impliqué dans la régulation d'expression de certains gènes. Il a été démontré que de fortes doses de TCDD pouvaient augmenter ou diminuer l'expression de plusieurs centaines de gènes chez le rat, souvent impliqués dans la métabolisation de molécules xénobiotiques souvent toxiques.

## Méthode analytique
Les échantillons peuvent provenir de différents endroits. Il est possible d’analyser le TCDD dans les sédiments, dans l’eau, dans les tissus adipeux des animaux, dans le lait maternel… La préparation des échantillons dépend de la forme de l’échantillon et doit être faite avec précaution car il est facile d’avoir des interférences lors de l’analyse. Il est conseillé d’utiliser la méthode de dosage interne afin d’augmenter le signal. Lors de l’analyse, dans la majorité des cas, le PBC est l’interférence important. Il est préférable aussi de préconcentrer les échantillons avant l’analyse. Plusieurs méthodes de préconcentration sont possibles, l’extraction liquide-liquide (LLE), l’extraction sur phase solide (SPE), il est même possible de faire la préconcentration à l’aide de la chromatographie de gel de silice.

## Réduire les risques d'exposition aux TCDD
Il est possible de réduire les risques d’exposition quotidienne aux TCDD. Il faut enlever le surplus de gras sur la viande et le poisson avant et après la cuisson. Il est préférable de préparer la viande, de la griller ou d'en faire le barbecue au lieu de les faire frire. Il est conseillé de consommer plus de légumes et de fruits qui contiennent moins de dioxines que la viande et les produits laitiers. Il faut éviter de brûler les déchets surtout les matériaux de construction qui peuvent contenir du bois traités. Aussi, il est conseillé d'arrêter de fumer la cigarette ou de s’exposer à la fumée de celle-ci. Lorsqu’on travaille avec des dioxines, il faut se soumettre à un test sanguin régulier ainsi qu'à un test cutané. Les dioxines doivent être entreposées selon les mêmes techniques d’entreposage que les produits radioactifs. Il est totalement déconseillé de travailler avec le TCDD lorsqu’on est mère allaitante ou femme enceinte.

## Cas de contamination au TCDD
L’OMS répertorie plusieurs cas de contamination au TCDD sévère notamment dans le lait, les œufs et la viande. Dans la majorité des cas, la contamination de ces aliments est due à la contamination des champs où sont cultivés les aliments destinés au bétail. Le plus grave cas de contamination qui a marqué l’histoire est l’accident d’une usine chimique à Seveso en Italie en 1976. Un énorme nuage de fumée de TCDD a couvert le ciel sur une distance allant jusqu’à une quinzaine de kilomètres dans une région habitée par plus de 37 000 habitants. Aucun cas de mortalité relié à cet accident n’a été signalé mais des formes de chloracné ainsi que d’autres symptômes reliés à l’intoxication au TCDD ont été recensés.

## Cas du Viêt Nam
Les malformations observées chez de jeunes enfants viêtnamiens à la suite de l'épandage massif d'agent orange sont dues à des impuretés, constituées de dioxines. L'agent orange est constitué de 2,4,5-T (l'acide 2,4,5-trichlorophénoxyacétique) et de 2,4-D (l'acide 2,4-dichlorophénoxyacétique), leur mélange pouvant réagir et produire de la TCDD hautement toxique.